# Abou Dhabi Secrets
Abou Dhabi Secrets est une série d'enquêtes journalistiques consacrées à une campagne de dénigrement organisée par les Émirats arabes unis contre leur adversaire régional le Qatar, exécutée par le biais d'une société de renseignement privée basée à Genève, Alp Services. Les enquêtes  successives révèlent notamment que plus de 1 000 personnes de 18 pays européens ont été espionnées par Alp Services. 

## Révélations
Les médias qui ont entrepris une enquête indiquent qu'en mai 2017, Mario Brero, patron de Alp Services, et l'un de ses collaborateurs, ont rendez-vous à Abou Dhabi avec un agent des services de renseignement des Émirats arabes unis (ÉAU), Matar Humaid al-Neyadi. De 2017 jusqu'en 2021, Alp Services, société de renseignement suisse dirigée par Mario Brero, a reçu 5,7 millions d'euros pour effectuer des missions d'intelligence et de dénigrement des ennemis des Émirats arabes unis, en l'occurrence le Qatar et les Frères musulmans.
Plus de 1 000 personnes et 400 organisations en Europe ont été fichées par Alp Services qui les a présentées comme « islamistes » et liées aux Frères musulmans, souvent à tort, selon les médias auteurs de l'enquête appelée Abou Dhabi Secrets. Selon Mediapart, parmi ces personnes figurent notamment en France l'homme politique Benoît Hamon, l'activiste antiraciste Rokhaya Diallo, un journaliste de Mediapart ; parmi les organisations figurent le parti politique La France insoumise et le Centre national de la recherche scientifique (CNRS) — étonnamment associés à des terroristes d'Al-Qaïda,,. Sur les 1 000 personnes visées, 200 résident en France, et sur les 400 organisations, 120 sont françaises. 
Alp Services a également, toujours selon l'enquête journalistique, modifié des pages de l'encyclopédie Wikipédia avec l'objectif de donner une image négative du Qatar et des Frères musulmans.
Selon l'enquête du New Yorker, l'ancien journaliste français Roland Jacquard est lié à Mario Brero via Alp Services, qui lui aurait versé 300 000 euros,. Selon Mediapart et Le Soir, le journaliste Louis de Raguenel, alors rédacteur en chef de Valeurs actuelles, est listé dans des documents internes à Alp Service comme « sous-traitant », rémunéré 5 000 euros — ce que l'intéressé dément. Le magazine qu'il dirige est présenté par Alp Services comme un relais efficace pour attaquer certaines cibles,. Le journaliste du Point, également collaborateur du magazine Marianne, Ian Hamel, aurait lui aussi reçu une rémunération d'Alp Services pour rédiger des articles, selon Mediapart ; l'intéressé dément avoir été influencé dans ses publications par l'agence de renseignement.

## Réactions
En juillet 2023, la Belgique convoque l'ambassadeur des Émirats arabes unis à Bruxelles, et demande des explications et clarifications complètes,.
En avril 2024, des discussions concernant les allégations d'activités d'espionnage menées par la société suisse au nom des ÉAU ont lieu lors de la 55e session du Conseil des droits de l'homme des Nations Unies à Genève. L'évènement, intitulé, Espionnage, éthique et impact - cybersécurité et droit à la vie privée « Secrets Abou Dhabi», axé sur l'examen des actions controversées de Alp Services, en particulier l'implication présumée de cette agence dans les opérations de renseignement privé pour les services de renseignement des Émirats arabes unis en 2021. Une conférence de presse à l'Union européenne de Bruxelles est prévue par l'Institut pour sensibiliser à la question et encourager davantage de personnes touchées à partager leurs expériences concernant les répercussions éthiques et socio-économiques du scandale.

## Procédures judiciaires
Le 30 mars 2023, Sihem Souid, lobbyiste du Qatar en France, a déposé une plainte contre Alp services et Mario Brero ; elle avait fait l'objet d'un espionnage d'Alp services, selon The New Yorker,.
Zakia Khattabi, une femme politique belge et marocaine, porte plainte en octobre 2023 contre les Émirats arabes unis pour calomnie et diffamation ; elle affirme être victime d'une entreprise d'espionnage pour le compte des Émirats arabes unis qui utilisent à cette fin l'agence Alp Services.
En décembre 2023, le bureau du procureur fédéral suisse engage une procédure pénale contre Alp Services ; une enquête distincte est ouverte également en France.